# Vietnam während des Zweiten Weltkrieges
Vietnam während des Zweiten Weltkrieges von 1941 bis 1945.

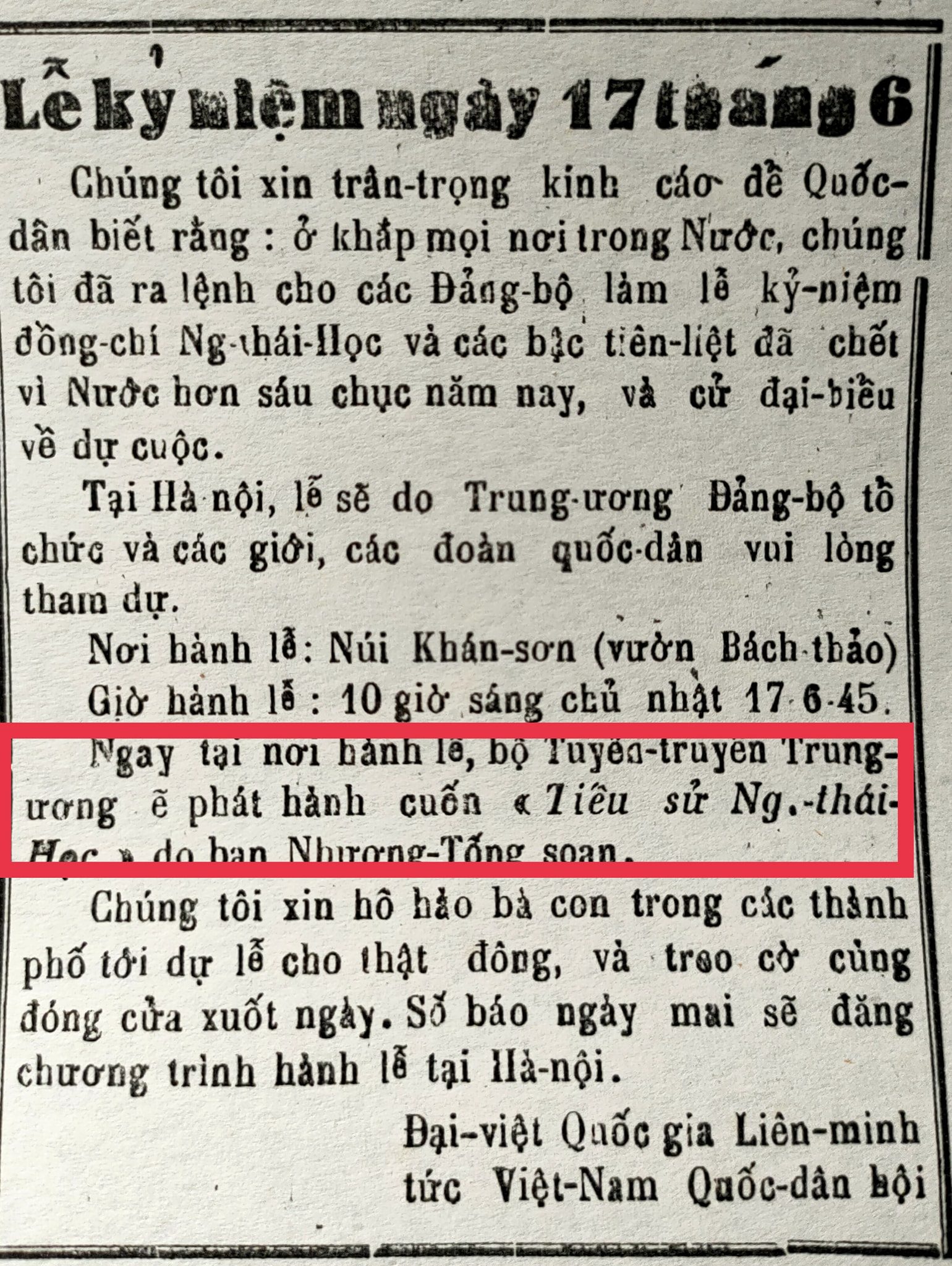
Die Feier vom 17. Juni 1945

## Kriegsbeginn

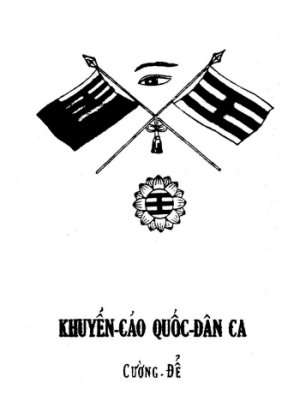
Die Vietnam National Restoration League folgte 1940 der japanischen Armee nach Lang Son.

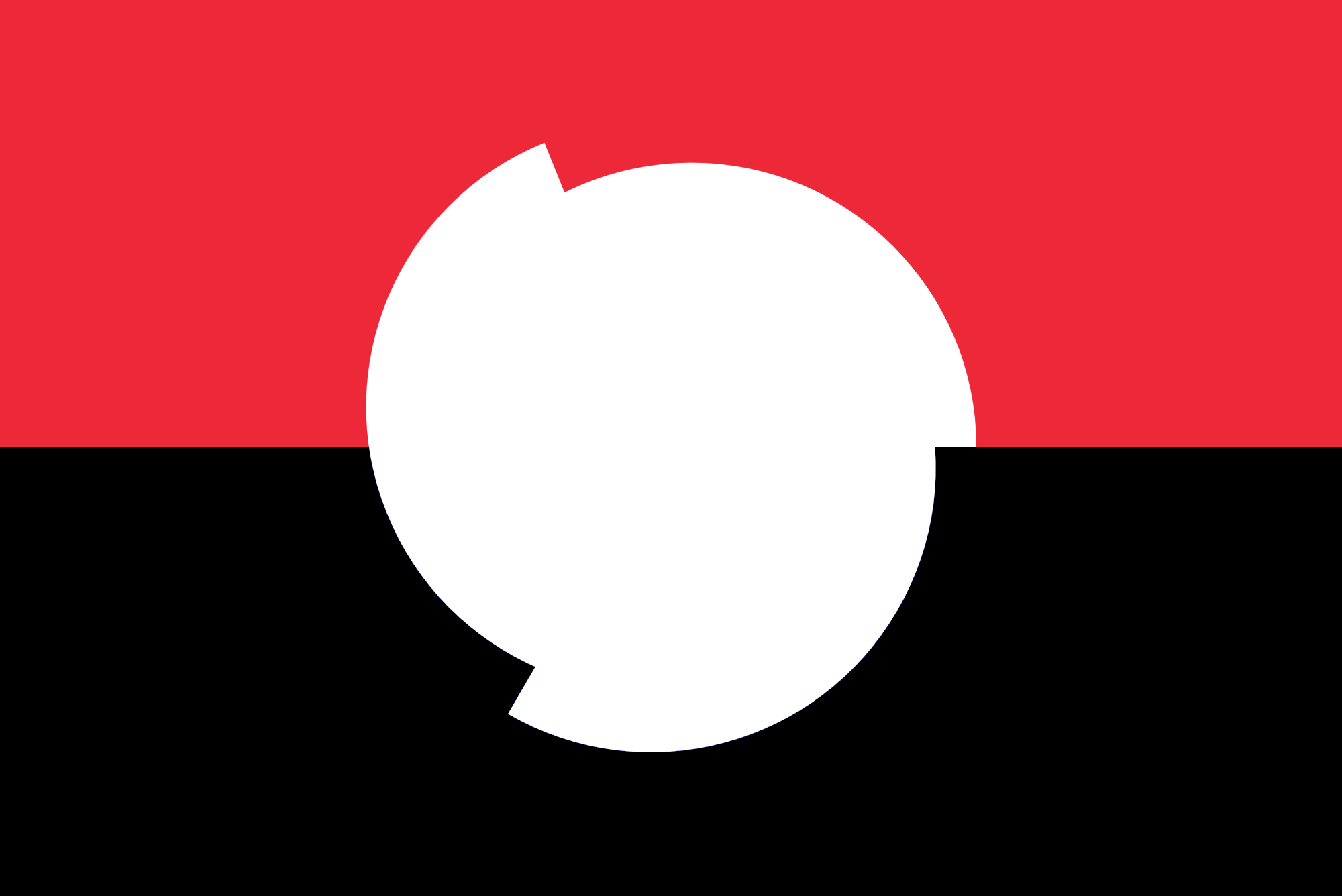
Daiviet Populistische Revolutionäre Partei in 1943

Im Juli 1937 drangen Truppen aus Japan in China ein, damit begann der Zweite Japanisch-Chinesische Krieg. Das ständige Vordringen weiterer japanischer Truppen beunruhigte die Kolonialfranzosen und auch viele Vietnamesen. Zwei Monate nach Kriegsbeginn verlangte die japanische Regierung von den Franzosen die Kontrolle über die Eisenbahnlinie von Haiphong bis zur chinesischen Grenze, um die Lieferung von Kriegsmaterial für die Truppen Chiang Kai-sheks über Französisch-Indochina unterbinden zu können. Der von Frankreich 1938 eingesetzte Generalgouverneur Georges Catroux lehnte dies zunächst ab, und die Japaner akzeptierten dies, da sie sich nicht auf einen weiteren Krieg einlassen wollten.
Der Beginn des Zweiten Weltkrieges in Europa 1939 hatte zunächst nur geringe Auswirkungen auf Vietnam. Allerdings verstärkte das Kolonialregime seine Repressionen und zerschlug angesichts des Hitler-Stalin-Paktes alle kommunistischen Organisationen. Viele ihrer Anhänger flohen nach China, wohin auf Grund der französischen Verfolgung auch das Zentralkomitee der Kommunistischen Partei Indochinas bereits übergesiedelt war.

## Französisch-japanische Doppelherrschaft
Nachdem das französische Mutterland im Juni 1940 kapituliert hatte, begann Japan auf die Kolonialregierung Druck auszuüben. Es wurde ein Ultimatum an Catroux gestellt, in dem mit einem Einmarsch japanischer Truppen gedroht wurde, wenn die Hilfslieferungen an die Truppen Chiangs nicht beendet würden. In Anbetracht der militärischen Isolierung Indochinas entschied der Generalgouverneur, die Hilfslieferungen einzustellen.
Die neue Regierung in Vichy ließ Catroux im Juli 1940 durch den Marschall Pétain ergebenen Admiral Jean Decoux ablösen. Um die französische Souveränität in Indochina möglichst unversehrt zu bewahren, gab Decoux bedingungslos auch einem zweiten japanischen Ultimatum nach und gewährte den Japanern das Durchmarschrecht, die Stationierung von Truppen und die Benutzung von Flugplätzen. Durch weitere Stationierungsabkommen im Jahre 1941 verstärkten die Japaner ihre Truppen und brachten praktisch alle wichtigen Militärstützpunkte in Vietnam unter ihre Kontrolle. Auch die wirtschaftliche Zusammenarbeit wurde organisiert, wobei Japan diverse Privilegien eingeräumt wurden. Für die Dauer von fünf Jahren wurde Vietnam somit einer französisch-japanischen Doppelherrschaft unterworfen. In Vietnam befand sich von 1941 bis zum Sommer 1943 und vom Herbst 1944 bis zum Kriegsende das Hauptquartier der japanischen Südarmee unter Terauchi Hisaichi.
Die französische Kolonialverwaltung wurde dabei nicht angetastet, denn auf Grund der Kollaboration des Decoux-Regimes konnte sich Japan vorerst auf ein System indirekter Herrschaft beschränken. So überließ Tokio die innere Sicherheit dann auch ganz den Franzosen, die mit ungekannter Schärfe gegen Kommunisten sowie antikolonialistische und antijapanische Gruppen vorgingen.
Dass die Japaner den kolonialen Status quo offiziell respektierten, hinderte sie jedoch nicht daran, vietnamesische Nationalisten sowohl ideologisch als auch finanziell und militärisch zu unterstützen. In erster Linie galt diese Unterstützung projapanischen Gruppierungen, die für die Unabhängigkeit Vietnams im Rahmen einer von Japan propagierten „Groß-Ostasiatischen Wohlstandssphäre“ eintraten. Außerdem begannen die Japaner mit der systematischen Ausplünderung des Landes. Neben Bodenschätzen requirierten sie mehrere Millionen Tonnen Reis, das Grundnahrungsmittel der Vietnamesen, zu willkürlich festgelegten Minimalpreisen. Größtenteils wurde er zu Treibstoff für Militärfahrzeuge verarbeitet oder in Kraftwerken verheizt. Diese Politik führte zu einer Hungersnot im letzten Kriegsjahr, die über eine Million Menschen das Leben kostete, und einer verheerenden Inflation.

## Die Việt Minh
Die einzige politische Gruppierung, die zu dieser Zeit sowohl gegen das loyal zur Vichy-Regierung stehende französische Kolonialregime als auch gegen die Japaner kämpfte, war die Việt Minh (Liga für die Unabhängigkeit Vietnams). Sie hatte sich unter der maßgeblichen Beteiligung des aus China zurückgekehrten Hồ Chí Minh im Mai 1941 gegründet. Ihr gehörten neben bürgerlichen Kräften vor allem junge, kommunistisch gesinnte Intellektuelle an.
In ihrem ersten Manifest vom 25. Oktober 1941 forderte sie neben dem Ende von Kolonialismus und Imperialismus, die Zusammenarbeit mit allen demokratischen Ländern (in erster Linie waren damit Amerika und China gemeint), die Errichtung einer demokratischen Republik auf der Grundlage des allgemeinen und gleichen Wahlrechtes, die Verstaatlichung der Industrie sowie die Schaffung eines Wohlfahrtsstaates.
Ihr Erfolg ist nicht zuletzt auf Hồ Chí Minh zurückzuführen. Neben seinem großen Ansehen als international erfahrener Revolutionär besaß er ein überragendes Organisationstalent und die Fähigkeit, Menschen für seine Sache zu begeistern. Seine Integrationskraft sollte ihn für die nächsten vier Jahre zum unumstrittenen Führer der vietnamesischen Widerstands- und Unabhängigkeitsbewegung machen.

## Der französische Widerstand
Auch unter den Franzosen begann sich der Widerstand gegen die Japaner zu organisieren. Nachdem das im Juni 1943 von de Gaulle gegründete Französische Komitee der Nationalen Befreiung von zahlreichen Alliierten als die rechtmäßige Regierung Frankreichs anerkannt wurde, bildeten sich auch in Indochina gaullistische Widerstandsgruppen.
Während die USA die Việt Minh bereits finanziell in ihrem Kampf gegen die Japaner unterstützten, lehnten die Gaullisten jede Zusammenarbeit ab, denn für sie war der Kampf gegen Japan nur eine Etappe auf dem Wege zur vollständigen Wiederherstellung des Kolonialregimes. Die Zusammenarbeit mit der Việt Minh, die aus ihren Erbfeinden bestand, war für sie einfach undenkbar. Doch zu einer militärischen Aktion gegen die Japaner, die von den Franzosen heimlich vorbereitet wurde, sollte es nicht mehr kommen.

## Japanische Alleinherrschaft

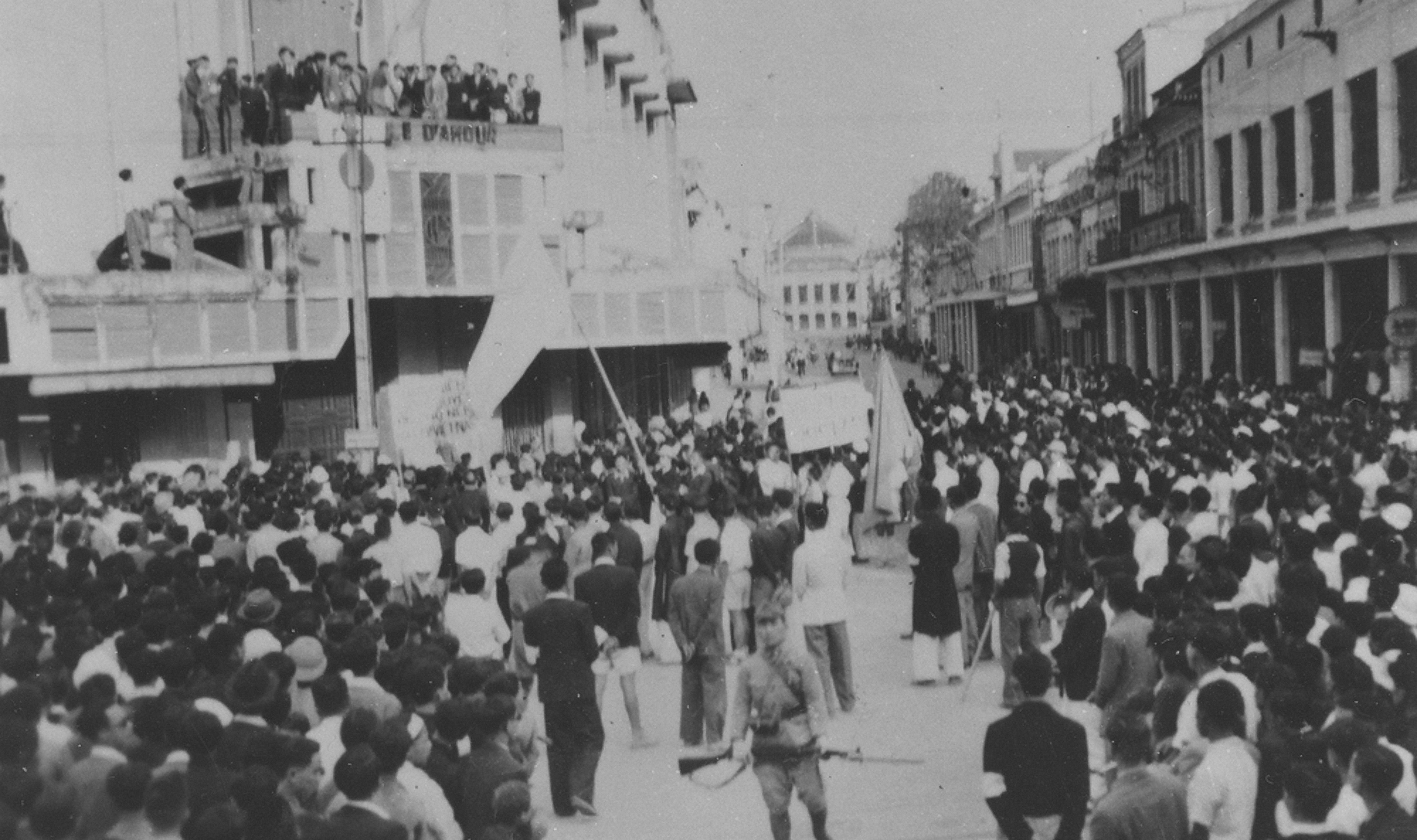
Rue Paul Bert – Das pro-japanische politische Treffen in Hanoi nach dem Staatsstreich vom 9. März 1945

Gerüchte über die französischen Pläne, eine bevorstehende amerikanische Invasion in Indochina sowie die Bildung der provisorischen Regierung in Frankreich und die Niederlage Japans in der Schlacht um die Philippinen brachten die Japaner unter Terauchi Hisaichi dazu, die Treue der französischen Soldaten anzuzweifeln. Dabei kam ihnen zugute, dass nach der Niederlage auf den Philippinen genügend Truppen in Indochina vorhanden waren, um die Franzosen zu ersetzen.
Um ihre Machtposition in Indochina zu behaupten, stellten sie Admiral Decoux am 9. März 1945 ein Ultimatum, die französischen Truppen sofort dem japanischen Oberkommando zu unterstellen. Als dieser ausweichend antwortete, entwaffneten sie innerhalb weniger Stunden die französischen Streitkräfte und besetzten alle strategisch wichtigen Punkte des Landes (Operation Meigõ). Die Franzosen waren völlig überrascht worden, so dass sich nur wenige Einheiten der knapp 30.000 Mann starken Kolonialarmee mit Unterstützung der Việt Minh nach China zurückziehen konnten.
Der militärischen Entmachtung des Kolonialregimes folgte in vielen Teilen des Landes die Auflösung der französischen Zivilverwaltung. Etwa 8.000 französische Zivilisten wurden in besonderen Stadtvierteln interniert. Wo die alten Verwaltungsstrukturen bestehen blieben, wurden die Leitungsfunktionen von Japanern übernommen. Es wurde mit Zustimmung Bảo Đạis das „unabhängige“ Vietnam ausgerufen und eine Regierung unter Trần Trọng Kim gebildet.
Schlechtes Wetter führte zur Hungersnot in Vietnam 1945, die beginnend mit den Kriegsverbrecherprozessen aus politischen Gründen exzessiven Requirierungen durch die Japaner zugeschrieben wurde. Letztendlich brachte sie jedoch hunderttausende verarmte Vietnamesen zur Việt Minh, die vom amerikanischen OSS finanziert, zum offiziellen Verbündeten der Alliierten wurde. Etwa zeitgleich mit dem Ende des Zweiten Weltkriegs durch die Kapitulation Japans kam es zur Augustrevolution. Am 2. September 1945 proklamierte Ho Chi Minh die Demokratische Republik Vietnam.

### Japanische Truppen ab 15. August 1945

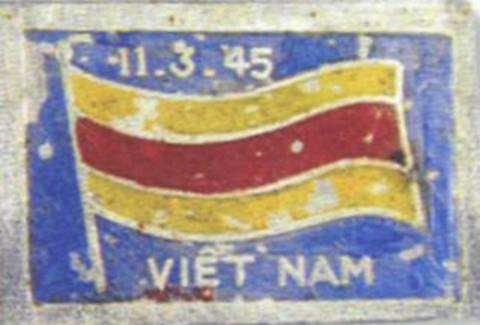
Vietnamesische Unabhängigkeitserklärung vom 11. März 1945.

Nach der japanischen Kapitulation änderte sich zunächst nichts. Die im März gefangengesetzten Franzosen blieben bis 26. September interniert. Abspringende gaullistische Truppen wurden bekämpft. In Tonkin gingen etwa 1500 Japaner, vielfach Angehörige der Kempeitai zu den nationalistischen Kräften über. Südlich des 16. Breitengrades nutzte der vom South East Asia Command entsandte, das Kolonialregime wieder errichtende englische Kommandeur Gen.-Maj. Douglas Gracey, der anfangs nur über einige hundert Gurkhas verfügte, die nicht entwaffneten Japaner für Wachdienste in Saigon sowie auf dem Lande und in Kambodscha unter britischen Offizieren zur Bekämpfung der Soldaten der vietnamesischen Regierung. Dem schwer erkrankten Feldmarschall Terauchi zwang man die Zusicherung ab, er würde für die Disziplin seiner Männer persönlich geradestehen. Offiziell kapitulierte er vor dem deshalb angereisten Mountbatten erst am 30. November, zu diesem Zeitpunkt hatten ihn britische Ärzte bereits als senil diagnostiziert. Vertreter von De Gaulles FFL – ausschließlich Weiße – gelangten in größerer Zahl erst Ende Oktober nach Indochina. Für die Zeit 15. August bis 4. Dezember geben britische Quellen an, dass in Cochinchina 72 Japaner verschwanden, 132 verwundet wurden, 109 fielen und 478 „desertierten,“ das heißt auf vietnamesischer Seite gegen die Kolonialherren kämpften. Insofern letztere von französischen Kräften ergriffen wurden, richtete man sie umgehend hin.
Im Norden, der von nationalchinesischen Truppen, die sich hauptsächlich auf Plünderungen konzentrierten, „befreit“ werden sollte, trafen Repräsentanten der Việt Minh am 6. Dezember eine Abmachung, nach der die verbliebenen rund 60.000 Japaner sich in vorgegebenen Rückzugsräumen in Richtung des Hafens Cap Saint-Jacques (heute: Vũng Tàu, rund 60 km von Saigon entfernt) zur Heimkehr bewegen sollten. Bis März 1946 – es kamen noch Japaner aus Thailand und Burma hinzu – versammelte man fast 70.000 Mann, die – bis auf 600 mutmaßliche Kriegsverbrecher – repatriiert wurden. Über Häfen im Norden folgten weitere knapp 30.000 Mann. Etwa 1500 japanische Zivilisten verschiffte man aus dem Norden ab März 1946, im Süden hielten die Briten etwa 5500 Personen im Chihoa-Gefängnis von Saigon bis Mai fest.